# Beinwil SO
| SO ist das Kürzel für den Kanton Solothurn in der Schweiz. Es wird verwendet, um Verwechslungen mit anderen Einträgen des Namens Beinwil zu vermeiden. |

Beinwil ist eine politische Gemeinde im Bezirk Thierstein des Kantons Solothurn in der Schweiz.

## Geographie
Beinwil liegt auf 582 m ü. M., rund 9 km südöstlich der Stadt Laufen (Luftlinie). Die Streusiedlungsgemeinde erstreckt sich im Tal der Lüssel, am Nordfuss der Hohen Winde, im Solothurner Jura sowie im Schwarzbubenland.
Die Fläche des mit 22,7 km² drittgrössten Gemeindegebietes des Kantons umfasst einen stark reliefierten und gekammerten Abschnitt des Faltenjuras. Fast das gesamte obere Einzugsgebiet der Lüssel gehört zu Beinwil. Die Lüssel durchquert das Gebiet in einem tiefen Tal von Ost nach West und nimmt auf ihrem Weg von beiden Seiten zahlreiche kurze Seitenbäche auf, welche die Landschaft in ein kompliziertes System von Tälern, Hügeln und Felskreten untergliedern. Sie tritt in der Nähe des Chessilochs beim Passwang in den Gemeindebann ein und verlässt ihn an der Engstelle zwischen dem Hörnli (819 m ü. M.) und dem Hochstelleli (907 m ü. M.) oberhalb von Erschwil.
Die nördliche Grenze scheint mehr oder weniger willkürlich gezogen und verläuft nicht entlang auffälliger natürlicher Gegebenheiten (Bergkämme, Bäche), sondern vom Hochstelleli entlang der Südabhänge des Hirnichopfes bis zum Geissberg (1046 m ü. M.). Demgegenüber liegt die südliche Gemeindegrenze überwiegend auf der Wasserscheide. Das Lüsseltal wird im Süden flankiert von den Höhen des Hörnli, Grand Mont (1073 m ü. M.), Hohe Winde (erreicht mit 1205 m ü. M. den höchsten Punkt von Beinwil) und dem langen, aber sehr schmalen Grat des Sunnenbergs, welcher das obere Lüsseltal vom Guldental (im Einzugsbereich der Dünnern) trennt. Nordöstlich des östlichen Endes des Sunnenbergs liegt der Beibelberg, mit 1022 m ü. M. der höchste Punkt der Gemeinde Beinwil im Passwangmassiv. Ein kleiner Gemeindeteil liegt südlich der Hohen Winde im Quellgebiet des Scheltenbachs. Der Gemeindeboden erstreckt sich dabei bis zum Scheltenpass (1051 m ü. M.) und auf den Matzendörfer Stierenberg (bis 1170 m ü. M.). Von der Gemeindefläche entfielen 2014 2 % auf Siedlungen, 54 % auf Wald und Gehölze und 43 % auf Landwirtschaft; etwas weniger als 1 % auf unproduktives Land.
Beinwil setzt sich aus vier weilerartigen Verdichtungen zusammen, die allesamt im oder nahe dem Talboden der Lüssel liegen:
- Neuhüsli (650 m ü. M.) und Schachen (594 m ü. M.) bilden zusammen Oberbeinwil
- der Klosterbezirk (582 m ü. M.) und Joggenhus (534 m ü. M.) bilden zusammen Unterbeinwil

Daneben gehören zahlreiche Einzelhöfe, Berg- und Sennhöfe, welche über das ganze Gebiet verstreut liegen, zu Beinwil. Nachbargemeinden von Beinwil sind Mümliswil-Ramiswil, Aedermannsdorf, Erschwil, Meltingen und Nunningen im Kanton Solothurn, Bretzwil und Lauwil im Kanton Basel-Landschaft, Schelten im Kanton Bern sowie Mervelier und Montsevelier im Kanton Jura. Auf dem Gipfel des Rotmattchopfs findet sich ein Dreikantonseck zu den Kantonen Bern und Jura ().

## Bevölkerung
Mit 274 Einwohnern (Stand 31. Dezember 2023) gehört Beinwil zu den kleinen Gemeinden des Kantons Solothurn. Von den Bewohnern sind 97,4 % deutschsprachig, 1,0 % französischsprachig und 1,0 % sprechen Serbokroatisch (Stand 2000). Die Bevölkerungszahl von Beinwil belief sich 1850 auf 506 Einwohner, 1900 noch auf 435 Einwohner. Im Verlauf des 20. Jahrhunderts pendelte die Bevölkerungszahl bis 1950 im Bereich zwischen 410 und 480 Personen. Seither wurde eine langsame, aber kontinuierliche Bevölkerungsabnahme verzeichnet.

## Wirtschaft
Beinwil lebt noch heute vorwiegend von der Landwirtschaft. Wichtig sind vor allem Milchwirtschaft und Viehzucht neben dem Obstbau (überwiegend Kirschbäume), während der Ackerbau aufgrund der Höhenlage nur einen geringen Flächenanteil ausmacht. Einige weitere Arbeitsplätze sind im lokalen Kleingewerbe und im Dienstleistungssektor vorhanden. Früher gab es auch industrielles Gewerbe im Dorf, nämlich durch den Eisenabbau im 16. Jahrhundert und durch die Gründung einer Glashütte im Jahre 1835. Im Neuhüsli wurden im 19. Jahrhundert Molkenkuren durchgeführt. Verschiedene Erwerbstätige sind Wegpendler, die hauptsächlich im Laufental arbeiten.

## Verkehr
Die Gemeinde liegt an der Strasse von Zwingen über den Passwang nach Balsthal. Durch einen Postautokurs, welcher die Strecke von Zwingen nach Oensingen bedient, sind die verschiedenen Weiler von Beinwil an das Netz des öffentlichen Verkehrs angebunden.

## Geschichte
Die Geschichte von Beinwil ist eng mit derjenigen des Benediktinerklosters Kloster Beinwil verknüpft. Die erste urkundliche Erwähnung des Ortes erfolgte 1147 unter dem Namen Benwilre. Später erschienen die Bezeichnungen Beinwilare (1156), Benvilare (1174), Beinwilre (1212), Beunwilre (1219), Beinwilr (1252) und Benwilr (1253). Der Ortsname geht auf den althochdeutschen Personennamen Beino oder Peino, eventuell auch Bago zurück und bedeutet somit Hofsiedlung des Beino.
Das Kloster Beinwil wurde um 1085 wahrscheinlich vom lokalen Adel gegründet (Mutterkloster Hirsau) und mit einem Herrschaftsgebiet ausgestattet, das etwa dem heutigen Gemeindegebiet entsprach und damals Abtkammer Beinwil genannt wurde. Schon im 12. Jahrhundert erlebte das Kloster eine Blütezeit (u. a. Doppelkloster Mönche und Nonnen ca. 100 Jahre, Pilgerweg nach Rom & Santiago, diverse Klosterhöfe, Käserei, Schmiede, Sägerei, Erzabbau, Schule, Scriptorium, Bibliothek mit 200 Handschriften, Hospiz) und brachte den Kirchensatz zahlreicher Ortschaften des Schwarzbubenlandes und der umliegenden Regionen sowie verschiedene Grundbesitztümer an sich, die bis ins Elsass und in den Breisgau reichten (60 Güter u. a. Lüsseltal Fricktal Breisgau Elsass F-Auxerre).
Bereits im 13. Jahrhundert begann der allmähliche wirtschaftliche Niedergang infolge von Streitigkeiten über Gebietsansprüche der Städte Solothurn und Basel an die Grafen von Thierstein, welche als Kastvögte des Klosters agierten. Nachdem Beinwil 1519 an Solothurn gelangt war, übernahmen die Solothurner auch einen Grossteil des Klosterbesitzes als Pfand. Beinwil wurde dabei der Vogtei Thierstein zugeordnet. 1648 wurde das Kloster nach Mariastein verlegt wegen der dort bestehenden besseren Zukunftsaussichten.
Nach dem Zusammenbruch des Ancien Régime (1798) gehörte Beinwil während der Helvetik zum Distrikt Dornach und ab 1803 zum Bezirk Thierstein. Das Kloster wurde während des Kulturkampfes im Jahre 1874 per Volksentscheid aufgehoben. Die Klosteranlage gehört seit dem kompletten Wiederaufbau 1982 einer ökumenischen Stiftung (röm.-kath. und ev.-ref. Landeskirche). Von 1982 bis 2018 war das Kloster von der Oekumenischen Gemeinschaft offen gehalten für alle Menschen unabhängig von Religion (Auszeit, Bibelgarten, Klosterführung). Kloster Beinwil ist seit 2019 ein orthodoxes Kloster geworden.

## Bilder

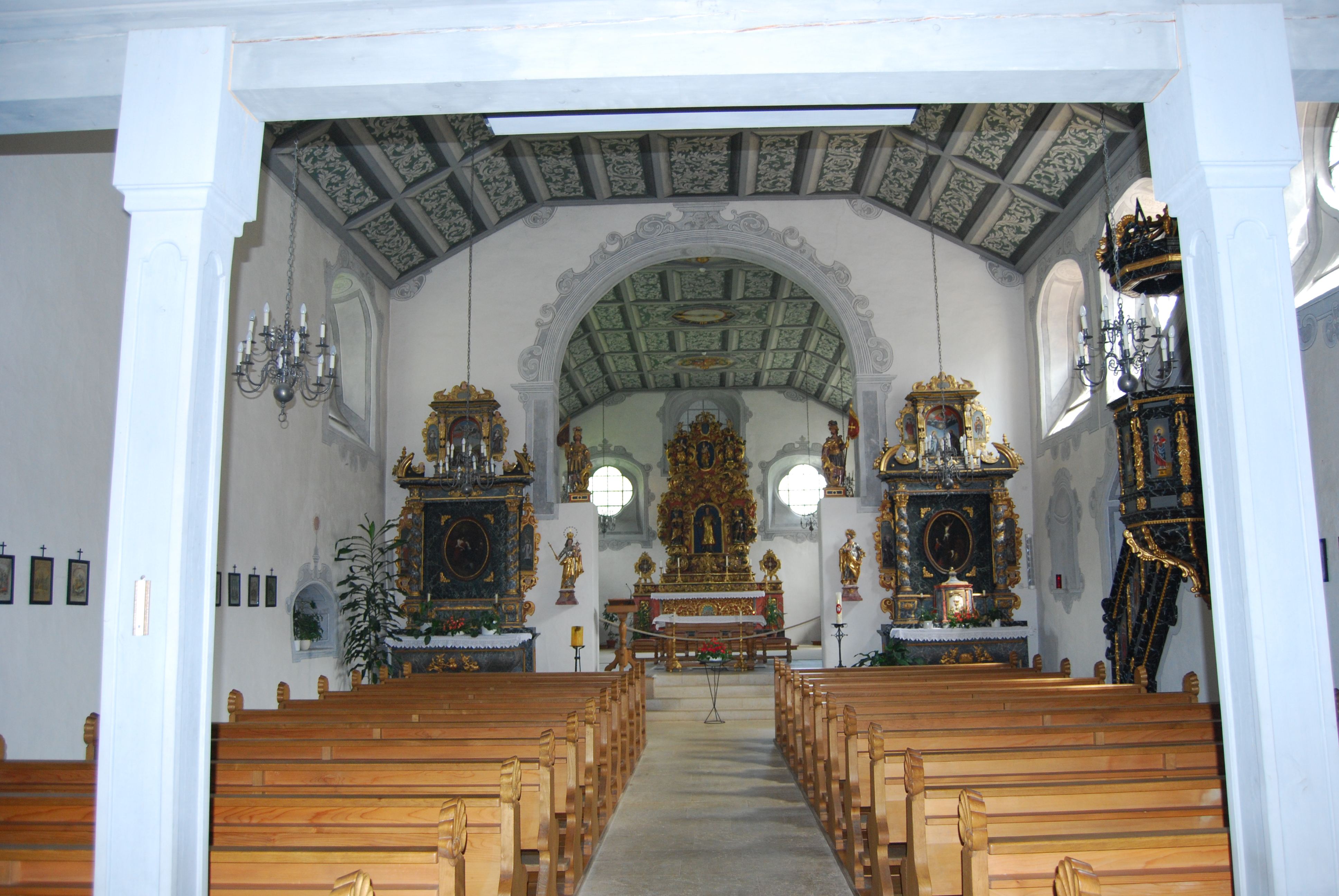
Die Klosterkirche von innen
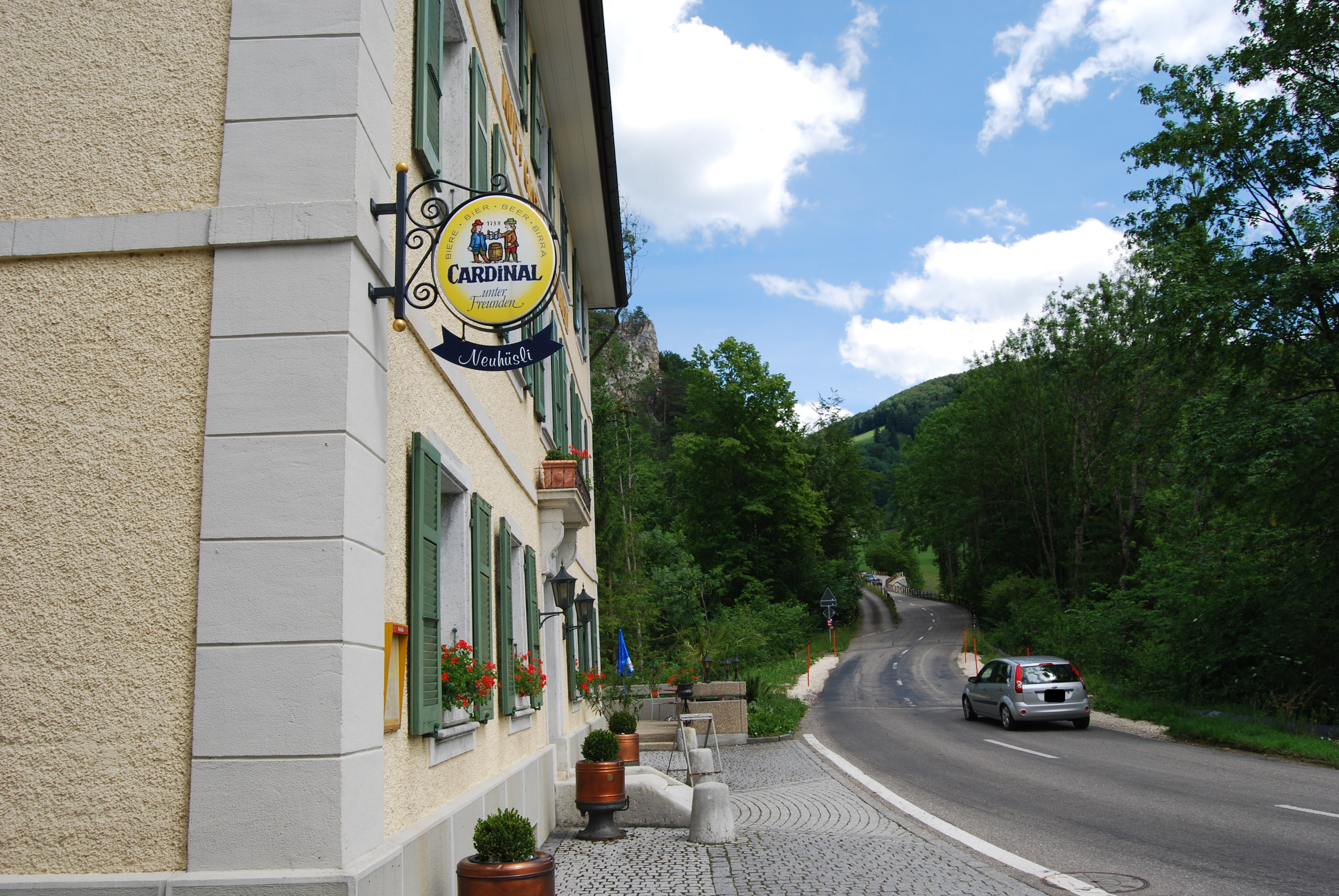
Oberbeinwil
Kloster Beinwil, zwischen 1836 und 1837
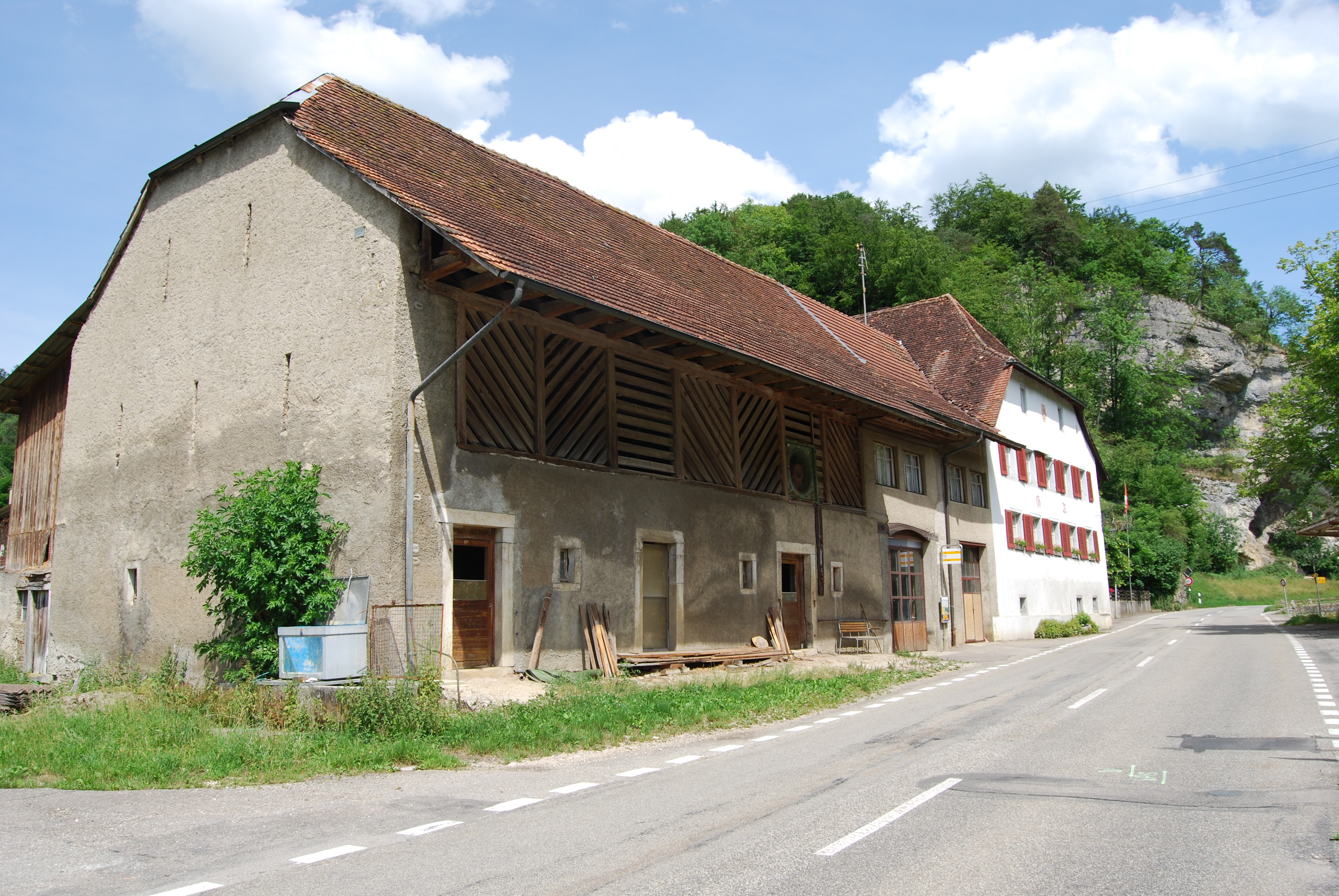
Unterbeinwil
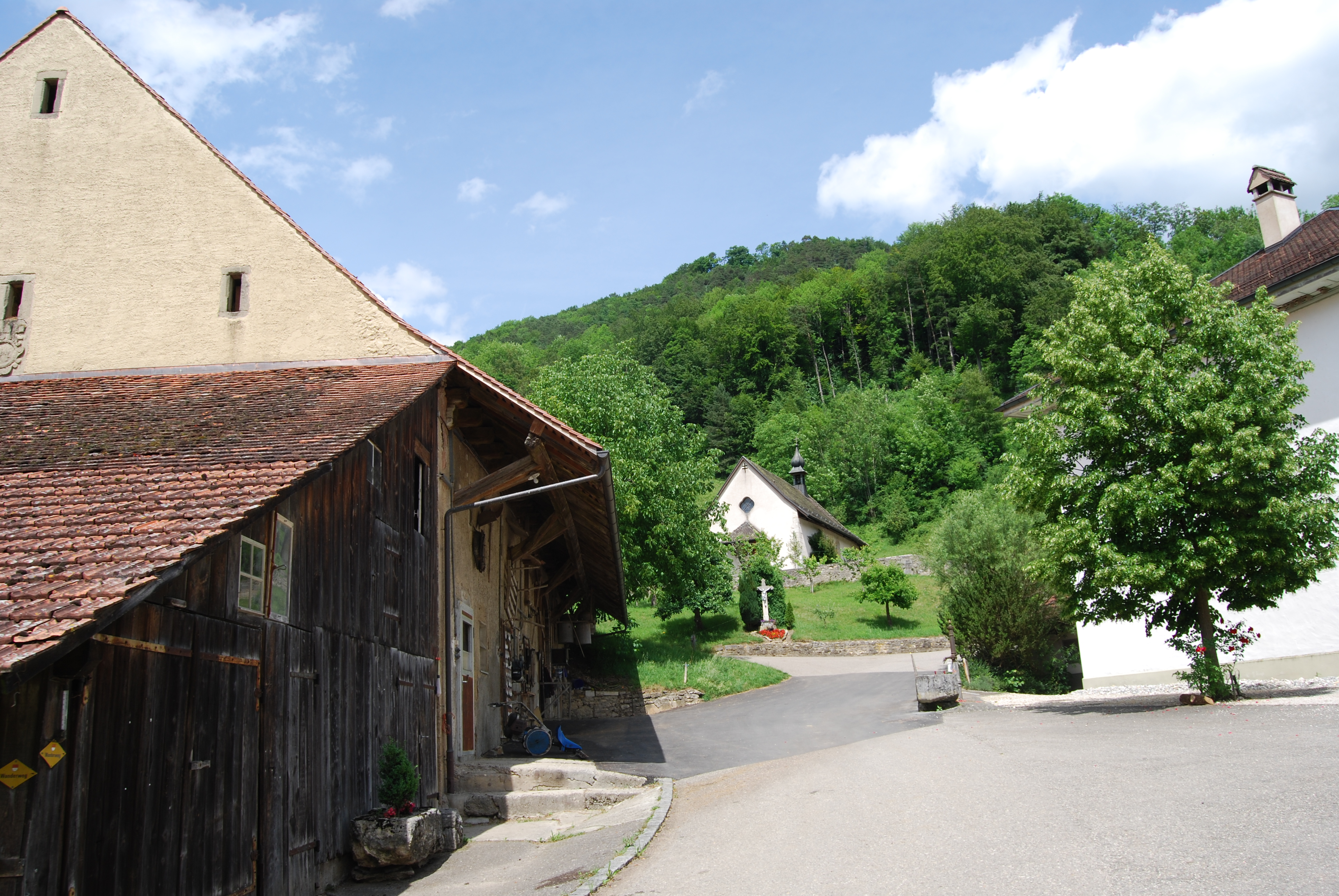
Beinwil, Siedlung rund um das ehemalige Kloster

## Sehenswürdigkeiten
Die barocke Klosterkirche des Klosters Beinwil und die Konventsgebäude wurden im ausgehenden 17. Jahrhundert neu errichtet (Führung nach Voranmeldung möglich). Oberhalb des Klosters steht die Kapelle Sankt Johannes, die 1695 auf dem Fundament der ursprünglich aus dem 5. Jahrhundert stammenden Fridolins-Kapelle errichtet wurde.

## Wappen
Blasonierung
In Schwarz zwei schräglinke weisse Gebeine
Die zwei Gebeine kommen schon im 17. Jahrhundert in Abtei- und Konventsiegeln des Klosters Beinwil-Mariastein vor. Ein Bezug zum Ortsnamen Beinwil ist nicht abschliessend gesichert.